# バカドリル
『バカドリル』は、天久聖一とタナカカツキによるギャグマンガユニット、およびその著書のタイトルとシリーズ名。扶桑社サブカルPB版『バカドリル』では「現代ギャグのバイブル」と銘打たれている。

## シリーズ一覧
バカドリル
1994年に刊行され、シリーズ第1弾となる。1997年には分冊された文庫版が刊行され、2006年にはB6判にて刊行された。
サブカルPB版は、『新しい単位』・『大人要請講座』・『だめんず・うぉ〜か〜』の3作品とともに、同レーベルの初回ラインナップとしてリリースされている。
- 単行本『バカドリル』[2]：1994年12月2日発売 扶桑社 ISBN 4594016162
- 文庫版『バカドリル いくよ』[3]：1997年6月27日発売 扶桑社〈扶桑社文庫〉 ISBN 4594022871 （「バカドリル問題集」を新規収録）
- 文庫版『バカドリル くるよ』[4]：1997年6月27日発売 扶桑社〈扶桑社文庫〉 ISBN 459402288X （「バカドリル問題集と学習マンガ」を新規収録）
- サブカルPB版『バカドリル』[1]：2006年3月30日発売 扶桑社〈サブカルPB〉 ISBN 4594051308

バカドリルコミックス
シリーズ初の漫画作品。1995年に刊行され、2002年には文庫版が刊行された。
- 単行本『バカドリルコミックス』[5]：1995年11月 扶桑社 ISBN 4594018491
- 文庫本『バカドリルコミックス』[6]：2002年2月27日発売 扶桑社〈扶桑社文庫〉 ISBN 4594034314

バカドリルXL
1997年に刊行され、バカドリルシリーズは第2弾に相当する。1999年から2000年にかけて分冊された文庫版が刊行され、2006年にはB6判にて刊行された。
タイトルは「XL」表記で「エクセル」と読む。
- 単行本『バカドリルXL』[7]：1997年3月5日発売 扶桑社 ISBN 4594022014
- 文庫版『バカドリル 頭痛』[8]：1999年2月25日発売 扶桑社〈扶桑社文庫〉 ISBN 4594026354 （「妄想巨人‐阪神戦」を新規収録）
- 文庫版『バカドリル 腹痛』[9]：2000年6月27日発売 扶桑社〈扶桑社文庫〉 ISBN 4594029329 （「サバイバル入門」を新規収録）
- サブカルPB版『バカドリルXL』[10]：2006年4月6日発売 扶桑社〈サブカルPB〉 ISBN 4594051456

新しいバカドリル
2008年に上下巻にて刊行され、2010年から2011年にかけて分冊された全4巻の文庫版が刊行された。
これまでの扶桑社からポプラ社に版元を変えてのシリーズ新作となり、2冊同時リリースとともにセット商品も発売された。
- 単行本『新しいバカドリル』上巻[11]: 2008年11月20日発売 ポプラ社 ISBN 978-4-591-10605-1
- 単行本『新しいバカドリル』下巻[12]: 2008年11月20日発売 ポプラ社 ISBN 978-4-591-10606-8
- 単行本『新しいバカドリル』ボックスセット[13]: 2008年11月20日発売 ポプラ社 ISBN 978-4-591-91028-3

- 文庫版『新しいバカドリル リンゴ』[14]：2010年8月5日発売 ポプラ社〈ポプラ文庫〉 ISBN 978-4-591-11995-2
- 文庫版『新しいバカドリル ゴリラ』[15]：2010年10月6日発売 ポプラ社〈ポプラ文庫〉 ISBN 978-4-591-12097-2
- 文庫版『新しいバカドリル ラッパ』[16]：2010年12月7日発売 ポプラ社〈ポプラ文庫〉 ISBN 978-4-591-12215-0
- 文庫版『新しいバカドリル パイナップル』[17]：2011年2月4日発売 ポプラ社〈ポプラ文庫〉 ISBN 978-4-591-12276-1

バカドリルミニマル
Mixi連載分の単行本化書籍。
- 単行本『バカドリルミニマル』[18]：2010年8月3日発売 ポプラ社 ISBN 978-4-591-11967-9